# Pia Maier Schriever
Pia Maier Schriever (* 1972 in Stuttgart) ist eine deutsche Architektin und Bühnenbildnerin.

## Werdegang
Pia Maier Schriever studierte von 1994 bis 2000 Architektur und Design an der Staatlichen Akademie der Bildenden Künste (abk) in Stuttgart und an der Bartlett School of Architecture in London. Ihre akademischen Lehrer waren David Chipperfield, Fritz Auer und Salvador Pérez Arroyo. Anschließend arbeitete sie bis 2008 im Architekturbüro HG Merz sowie bei Sauerbruch Hutton in Berlin. Im Rahmen eines Stipendiums der Carl Duisberg Gesellschaft war sie 2003 im Büro 1100 Architect in New York tätig.
Maier Schriever gründete 2004 ein eigenes Atelier für Architektur und Bühnenbild in Berlin sowie 2016 gemeinsam mit Juergen Rustler das Büro „Rustler Schriever Architekten“ ebenda. Die Schwerpunkte sind Museumsbauten, Kulturprojekte und die Umgestaltung historischer Stadtquartiere für die Bedürfnisse des 21. Jahrhunderts. Sie hatte 2020 einen Lehrauftrag für Raumgestaltung und im folgenden Jahr eine Professur für Entwerfen, Raum und Material an der Hochschule Mainz.
Maier Schriever wurde 2019 in den Bund Deutscher Architekten BDA berufen und fünf Jahre später in den Vorstand des BDA Berlin gewählt. Sie gehört dem Deutschen Nationalkomitee von ICOMOS an. Im Jahr 2021 wurde sie Mitglied eines Expertengremiums (High-Level Roundtable) für Bauwende, Ästhetik und Baukultur im Rahmen des Projekts New European Bauhaus der Europäischen Kommission.

## Bauten (Auswahl)
- Halle 9 der Firma Kirow in Leipzig[3]
- Berliner Medizinhistorisches Museum (BMM) der Charité, Berlin[4]
- Umbau und Sanierung des Hauptgebäudes der ehemaligen Spinnerei Otto in Wendlingen am Neckar im Rahmen der Internationalen Bauausstellung IBA’27

## Bühnenbilder
In Zusammenarbeit mit der Choreografin Sasha Waltz entwarf Maier Schriever abstrakte Bühnenbilder für Opern- und Tanzproduktionen, unter anderem 2007 für Roméo et Juliette an der Opéra National de Paris sowie 2013 für die Scala in Mailand (2013) und 2011 für Matsukaze im Opernhaus La Monnaie in Brüssel (2011). Unter anderem arbeitete sie auch mit den Dirigenten Daniel Barenboim und Waleri Gergiew sowie mit den Komponisten Georg Friedrich Haas und Toshio Hosokawa zusammen.
Für das Mariinski-Theater in St. Petersburg, in dem im Jahr 2019 die Tanzproduktion Le Sacre du Printemps von Igor Strawinsky nach einer Choreografie von Sasha Waltz aufgeführt wurde, entwarf Schriever einen 15 Meter langen steckbaren Bronzestab, der während der Aufführung aus drei Teilen zusammengeführt wird. Die Ausführung des Stabes erfolgte durch das Berliner Unternehmen Fittkau Metallgestaltung. Diese Requisite fand weitere Verwendung bei der Aufführung des Stückes im Théâtre des Champs-Élysées und in der Staatsoper Berlin.

## Auszeichnungen (Auswahl)
Die Villa Massimo zeichnete Maier Schriever 2013 mit dem Rompreis aus.
Bei Wettbewerben wurden „Rustler Schriever Architekten“ mit ersten Preisen ausgezeichnet:
- 2017: Realisierungswettbewerb Kneipp GmbH „Standortverlagerung & Erweiterung 2026“ in Ochsenfurt
- 2019: Städtebaulicher Wettbewerb „Boehringer Areal Göppingen“
- 2023: Städtebaulicher Wettbewerb „Neckarspinnerei Quartier Wendlingen“ – IBA´27
- 2024: Neukonzeption Deutsches Ledermuseum Offenbach am Main

## Belege
1. 1 2 3 4  Rustler Schriever. Pia Maier Schriever. Abgerufen am 24. Juli 2025.
2. 1 2 3  Villa Massimo 2013. Pia Maier Schriever. Abgerufen am 24. Juli 2025.
3. ↑  Pia Maier Schriever. In: Architektinnen – BDA. S. 108.
4. ↑  Pia Maier Schriever. In: Architektinnen – BDA. S. 111.
5. ↑  Pia Maier Schriever. In: Architektinnen – BDA. S. 109.
6. ↑  Werkschau Fittkau Metallgestaltung, Eigenverlag 2025, S. 56/57.
7. ↑  Rustler Schriever. Preise. Abgerufen am 24. Juli 2025.

| Personendaten    | Personendaten                            |
| ---------------- | ---------------------------------------- |
| NAME             | Maier Schriever, Pia                     |
| KURZBESCHREIBUNG | deutsche Architektin und Bühnenbildnerin |
| GEBURTSDATUM     | 1972                                     |
| GEBURTSORT       | Stuttgart                                |